# Modem Wars
Modem Wars ist ein frei an American Football und Konfliktsimulationsspiele angelehntes Echtzeit-Taktik-Spiel von Dan Bunten für ein oder zwei Spieler. Das Spiel wurde 1988 von Electronic Arts für den Commodore 64 und DOS herausgebracht. Es gilt gemeinhin als das erste kommerzielle Online-Strategiespiel.

## Spielbeschreibung
In Modem Wars spielen zwei Spieler um einen Sieg nach Punkten. Das Spielfeld, welches abstrakt ein Gefechtsfeld mit Ebenen, Wald, Fluss und Bergen darstellt, ist in zwei Hälften unterteilt. Die Mitte markiert ein Fluss als Grenze. Zwei gepunktete Ziellinien unterteilen jeweils die obere und die untere Hälfte in Viertel des Spielfeldes. Jeder Spieler erhält eine Mannschaft aus verschiedenen futuristischen Einheiten: den Grunts (Infanterie), Riders (leichte Kavallerie), Boomers (Artillerie), Spies (Aufklärer) und dem ComCen (mobiles Hauptquartier).
Die Mannschaften werden für den Gegner zunächst unsichtbar in der jeweils eigenen Hälfte aufgestellt. Erst nach Spielbeginn werden die Einheiten in Sichtweite für den Gegner sichtbar. Für jede Einheit, die im Laufe des Spiels in die gegnerische Hälfte gezogen wird und dort eine Zeit lang überlebt, erhält der Spieler Punkte. Für Einheiten, die über die zweite Ziellinie in das jeweils entfernteste Viertel des Spielfeldes gezogen werden, gibt es besonders viele Punkte. Schafft es die ComCen-Einheit in das entfernteste Gegnerviertel, hat diese Mannschaft automatisch gewonnen. Wird ComCen zerstört, hat das Team verloren. Ansonsten endet das Spiel nach einer vorgegebenen Zeit, und die Mannschaft mit den meisten Punkten gewinnt.
Einheiten können andere Einheiten in Sicht- und Wirkungsreichweite angreifen, wodurch der Gegner aus dem eigenen Gebiet vertrieben werden kann. Ebenen, Fluss, Wald und Berge haben Einfluss auf die Sichtbarkeit, Bewegung und die Wirkungsreichweite von Einheiten.

## Entstehung
Modem Wars wurde unter der Führung von Dan Bunten vom Ozark Softscape, den Machern von M.U.L.E. und Seven Cities of Gold, entwickelt. Das Spiel sollte zunächst Sport of War (Kriegssport) heißen, was den Charakter als Kampfspiel mit Regelanleihen aus dem American Football gut beschreibt. Ziel von Bunten war es, echte Menschen zu einem spielerischen Wettbewerb herauszufordern und auch ein Spielen per Modem über große Distanzen zu ermöglichen. Der Einzelspielermodus wurde von ihm nur widerwillig auf ausdrücklichen Wunsch von Electronic Arts implementiert.

## Rezeption und spielehistorische Bedeutung
Das Spiel war das erste kommerzielle Online-Strategiespiel und gilt als einer der Urväter der Echtzeit-Strategiespiele. Es setzte mit seinen Implementierungen eines Nebel des Krieges, der Bewegung durch unterschiedliche Landschaften und der Bildung von Truppen-Formationen neue Standards, die heute fast jedem Echtzeit-Strategiespiel zu Grunde liegen.
Kommerziell war das Spiel mäßig erfolgreich. In den USA konnte es aufgrund der damals schon etablierten Pauschaltarife für Telefonverbindungen eine begrenzte Gruppe von Online-Spielern gewinnen. In Deutschland fand es in der Presse dagegen nur wenig, wenn auch positive Beachtung. Wegen der hierzulande teuren Telefongebühren, gab es kaum Spieler, die die Online-Funktion nutzten.